# Голдфілд (Айова)
Голдфілд (англ. Goldfield) — місто (англ. city) в США, в окрузі Райт штату Айова. Населення — 634 особи (2020).

## Географія
Голдфілд розташований за координатами 42°44′8″ пн. ш. 93°55′5″ зх. д. / 42.73556° пн. ш. 93.91806° зх. д. (42.735641, -93.918191).  За даними Бюро перепису населення США в 2010 році місто мало площу 3,09 км², уся площа — суходіл.

## Демографія
Згідно з переписом 2010 року, у місті мешкало 635 осіб у 290 домогосподарствах у складі 187 родин. Густота населення становила 205 осіб/км².  Було 313 помешкання (101/км²).
Расовий склад населення:
| - 95,4 % — білих - 0,5 % — корінних американців - 0,3 % — чорних або афроамериканців |

До двох чи більше рас належало 2,8 %. Частка іспаномовних становила 3,0 % від усіх жителів.
За віковим діапазоном населення розподілялося таким чином: 19,2 % — особи молодші 18 років, 59,7 % — особи у віці 18—64 років, 21,1 % — особи у віці 65 років та старші. Медіана віку мешканця становила 46,6 року. На 100 осіб жіночої статі у місті припадало 102,9 чоловіків;  на 100 жінок у віці від 18 років та старших — 101,2 чоловіків також старших 18 років.
Середній дохід на одне домашнє господарство  становив 47 240 доларів США (медіана — 39 417), а середній дохід на одну сім'ю — 52 567 доларів (медіана — 44 375). Медіана доходів становила 35 962 долари для чоловіків та 24 800 доларів для жінок. За межею бідності перебувало 12,7 % осіб, у тому числі 14,8 % дітей у віці до 18 років та 9,8 % осіб у віці 65 років та старших.
Цивільне працевлаштоване населення становило 302 особи. Основні галузі зайнятості: освіта, охорона здоров'я та соціальна допомога — 20,5 %, виробництво — 15,9 %, роздрібна торгівля — 9,6 %, будівництво — 8,6 %.